# Категорії (Пірс)
14 травня 1867 року 27-річний Чарльз Сандерс Пірс, який зрештою заснував прагматизм, представив статтю під назвою « Про новий список категорій » до Американської академії мистецтв і наук . Серед іншого, ця стаття окреслила теорію предикації, що включає три універсальні категорії, які Пірс продовжував застосовувати у філософії та в інших місцях до кінця свого життя.   Категорії демонструють і зосереджують модель, яку можна побачити в « Як зробити наші ідеї    ясними» (1878, основоположна стаття для прагматизму ), та інші тристоронні відмінності в роботах Пірса.

## Категорії
У логіці Аристотеля категорії є доповненнями до міркувань, які призначені для вирішення двозначностей, двозначностей, що роблять вирази чи знаки непокірними для управління логікою. Категорії допомагають тому, хто міркує, представити знаки, готові до застосування логічних законів. Еквівокація — це варіація значення  різноманіття знакових смислів — так що, як висловився Аристотель про імена на початку Категорій (1.1 a 1–12), «речі називаються «двозначно», коли, хоча вони мають загальну назву, визначення, що відповідає назві, для кожного відрізняється». Отже, твердження Пірса про те, що трьох категорій достатньо, означає, що всі різноманіття значень можна об’єднати лише за три кроки.
Наступний уривок має вирішальне значення для розуміння категорій Пірса:
I will now say a few words about what you have called Categories, but for which I prefer the designation Predicaments, and which you have explained as predicates of predicates.

That wonderful operation of hypostatic abstraction by which we seem to create entia rationis that are, nevertheless, sometimes real, furnishes us the means of turning predicates from being signs that we think or think through, into being subjects thought of. We thus think of the thought-sign itself, making it the object of another thought-sign.
Thereupon, we can repeat the operation of hypostatic abstraction, and from these second intentions derive third intentions. Does this series proceed endlessly? I think not. What then are the characters of its different members?
My thoughts on this subject are not yet harvested. I will only say that the subject concerns Logic, but that the divisions so obtained must not be confounded with the different Modes of Being: Actuality, Possibility, Destiny (or Freedom from Destiny).

On the contrary, the succession of Predicates of Predicates is different in the different Modes of Being. Meantime, it will be proper that in our system of diagrammatization we should provide for the division, whenever needed, of each of our three Universes of modes of reality into Realms for the different Predicaments. (Peirce 1906).
Перше, що слід витягти з цього уривка, це той факт, що Категорії Пірса, або «Скрутні моменти», є предикатами предикатів. Значущі предикати мають як розширення, так і зміст, тому предикати предикатів отримують свої значення принаймні з двох джерел інформації, а саме, класів відносин і якостей, до яких вони відносяться. Подібні міркування, як правило, створюють ієрархії предметів, що поширюються через те, що традиційно називають логікою другого наміру  або те, що дуже грубо розглядається логікою другого порядку в сучасній мові, і продовжуючи далі через вищі наміри або вищий порядок логіка і теорія типів .
Пірс прийшов до своєї власної системи трьох категорій після ретельного вивчення своїх попередників, особливо звертаючись до категорій Арістотеля, Канта та Гегеля. Назви, які він використовував для своїх власних категорій, змінювалися залежно від контексту та обставин, але варіювалися від достатньо інтуїтивних термінів, таких як якість, відношення та представлення до максимально абстрактних термінів, таких як першість, вторинність і третиність відповідно. У повній загальності категорійність можна розуміти як посилання на ті властивості, які є спільними для всіх категоріальних відносин. Відмітна заява Пірса полягає в тому, що ієрархія типів із трьох рівнів породжує все, що нам потрібно в логіці.
Частково обґрунтування твердження Пірса про те, що три категорії є як необхідними, так і достатніми, здається, випливає з математичних ідей про редуктивність поліадичних відносин. Згідно з тезою про редукцію Пірса,  (а) тріади необхідні, тому що справді тріадичні зв’язки не можуть бути повністю проаналізовані з точки зору монадичних і діадичних предикатів, і (б) тріади є достатніми, оскільки немає справді тетрадичних чи більших поліадичних зв’язків — усі поліадичні зв'язки вищої арності можна аналізувати з точки зору тріадичних і нижчих зв'язків. Інші, зокрема Роберт Берч (1991), Йоахім Херет Коррейя та Райнхард Пешель (2006), запропонували докази  цієї тези про редукцію. 
Були пропозиції Дональда Мерца, Герберта Шнайдера, Карла Хаусмана та Карла Вота збільшити триразове Пірса до чотирикратного; і одина пропозиція Дугласа Грінлі, скоротити систему з трьох категорій до двох. 
Пірс представляє свої Категорії та їхню теорію в «Про новий список категорій» (1867), праці, яка викладена як кантіанська дедукція. Це короткий, але насичений текст, що важко піддається узагальненню. Наступна таблиця складена на основі цієї та пізніших робіт.Шаблон:C. S. Peirce categorial table
(The context for interpretants is not psychology or sociology, but instead philosophical logic. In a sense, an interpretant is whatever can be understood as a conclusion of an inference. The context for the categories as categories is phenomenology, which Peirce also called phaneroscopy and categorics.)

## Дивіться також
- Триконик